# Seututie 934
Pour les articles homonymes, voir Route 934.
La route régionale 934 (finnois : Seututie 934) est une route régionale allant de Saarenkylä jusqu'à Meltaus à Rovaniemi en Finlande,,.

## Présentation
La seututie 934 est une route régionale de Laponie.
La route s'appelle localement route du côté oriental de l'Ounasjoki (finnois : Ounasjoen itäpuolentie) car elle longe l'Ounasjoki a l'est alors que la kantatie 79 la longe cote ouest.

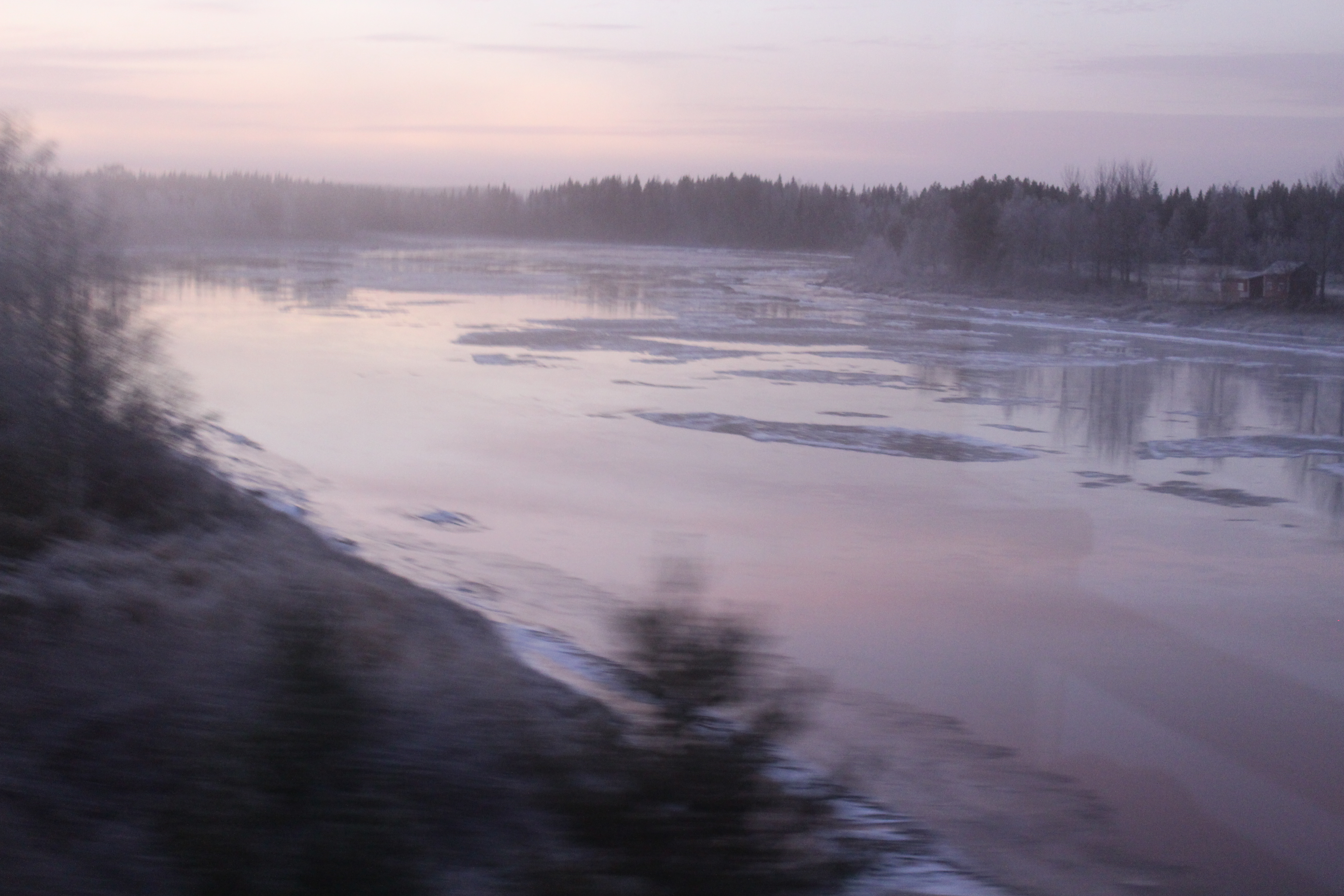
L'Ounasjoki à proximité du croisement de la seututie 934 avec la kantatie 79 et la seututie 952.